# きかんしゃトーマス 勇者とソドー島の怪物
『きかんしゃトーマス 勇者とソドー島の怪物』（きかんしゃトーマス ゆうしゃとソドーとうのモンスター、原題：Tale of the Brave ）は、テレビシリーズ『きかんしゃトーマス』の長編映画シリーズ9作目の作品である。

## 概要
「きかんしゃトーマス」のフル3DCG製作による長編としては6作目にあたる。マテル傘下としてのヒット・エンターテインメント及びCG制作会社アーク・プロダクション（Arc Productions）による長編作品としては2作目。長編第6作「きかんしゃトーマス ディーゼル10の逆襲」同様、パーシーを主役として展開される内容になっている。
主題歌は歌手のケイシー・マニアーカとテリー・トンプキンズが歌う「Let's Be Brave」、挿入歌は劇伴作曲者のロバート・ハーツホーンが歌う「怪物(モンスター)のうた」(Monsters Everywhere)と歌手サム・ブリューイットが歌う「勇気をくれる友達」(Tale of the Brave)。

## 日本での公開
日本では2015年4月11日よりTOHOシネマズ系にて劇場公開された。ゲスト声優にお笑いコンビのタカアンドトシが起用された。主題歌を除く楽曲は歌手の竹内浩明と渕上祥人が歌う。
長編第2作「きかんしゃトーマス みんなあつまれ!しゅっぱつしんこう」以降の長編作の映画配給を行ったアップリンクは本作を以て「きかんしゃトーマス」劇場版シリーズの配給を終了することとなった。DVDは2014年10月14日に発売された。

## あらすじ
トーマスは自身の支線が工事により一時閉鎖されたため、助っ人としてビルやベンの働くクレイ・ピッツに送られた。そこでトーマスは謎の巨大な足跡を発見するも、地すべりによって見失ってしまう。
翌日、トーマスはパーシーに昨日見た足跡のことを話す。それがソドー島に住むモンスターが残したものだと信じて疑わないパーシーは怯えながら走り出し、やがて奇妙なものに遭遇する。

## 地名
クレイ・ピッツ（Sodor China Clay Pits）
ブレンダムの港の先にある陶土採掘場。ソドー陶土会社の本拠地で、ビル、ベン、ティモシー、マリオンが働いている。トーマスはこの場所で謎の足跡を見つける。
第5シリーズ以来久々の登場。
スクラップ置き場（Crocks Scrap Yard）
ウェルズワースのエドワードの支線沿いにあるスクラップ置き場。レッジが働いている。ジェームスはここへ貨車を運びに行くよう命じられる。
かつて、エドワードがトレバーと出会った場所。
第3シーズン以来久々の登場。

## キャスト
| 役名                 | 英国版声優                 | 北米版声優                 | 日本語吹き替え |
| -------------------- | -------------------------- | -------------------------- | -------------- |
| ナレーター           | マーク・モラハン           | マーク・モラハン           | ジョン・カビラ |
| トーマス             | ベン・スモール             | マーティン・シャーマン     | 比嘉久美子     |
| パーシー             | キース・ウィッカム         | マーティン・シャーマン     | 神代知衣       |
| ゴードン             | キース・ウィッカム         | ケリー・シェイル           | 三宅健太       |
| ヘンリー             | キース・ウィッカム         | ケリー・シェイル           | 金丸淳一       |
| ジェームス           | キース・ウィッカム         | ケリー・シェイル           | 江原正士       |
| トップハム・ハット卿 | キース・ウィッカム         | ケリー・シェイル           | 田中完         |
| ソルティー           | キース・ウィッカム         | キース・ウィッカム         | 石野竜三       |
| エドワード           | キース・ウィッカム         | ウィリアム・ホープ         | 佐々木望       |
| エミリー             | テレサ・ギャラガー         | ジュール・デ・ヨング       | 山崎依里奈     |
| アニーとクララベル   | テレサ・ギャラガー         | テレサ・ギャラガー         | 吉岡さくら     |
| ケビン               | マット・ウィルキンソン     | ケリー・シェイル           | 河杉貴志       |
| クランキー           | マット・ウィルキンソン     | グレン・ウレッジ           | 黒田崇矢       |
| ビルとベン           | ジョナサン・ブロードベント | ジョナサン・ブロードベント | 下屋則子       |
| ゲイター             | クライヴ・マントル         | クライヴ・マントル         | トシ           |
| ティモシー           | ティム・ウィットノール     | ティム・ウィットノール     | タカ           |
| レッジ               | ティム・ウィットノール     | ティム・ウィットノール     | 三宅健太       |
| マリオン             | オリヴィア・コールマン     | オリヴィア・コールマン     | 森千晃         |
| ポーター             | スティーブ・キンマン       | デヴィッド・メンキン       | 金丸淳一       |
| いたずら貨車         | ベン・スモール             | ベン・スモール             | 金光宣明       |
| ノランビー伯爵       | マイク・グレイディ         | マイク・グレイディ         | 鈴木清信       |